# 善琏镇
善璉鎮，浙江省北部湖州市南潯區的一個鎮，江南水鄉重鎮之一。東接練市鎮、雙林鎮，南連德清縣新市鎮，西鄰石淙鎮、千金鎮。面積55平方公里，人口2.84萬人（2007年），歷史上以生產優質毛筆著名。善璉湖筆為毛筆中的名品。現今當地仍有毛筆筆產業。

## 名称
善璉，亦稱善練，有四橋聯絡市廛，曰慶善、福善、寶善、宜善，形同束練而故名。

## 歷史
1984年2月，撤銷原善璉公社批建為善璉鄉；1984年10月，批准建立為善璉建制鎮。

## 行政區劃
善璉鎮轄2個社區和15個行政村，其中共有260個村民小組（2007年），鎮政府駐北興路18號。 
- 社區：蒙溪社區、含山社區。
- 行政村：皇墳(16)、平樂(17)、港南(18)、善璉(7)、施家橋(18)、姚家橋(19)、車家兜(14)、夾塘(27)、觀音堂(20)、窯里(14)、含山(21)、磚溪(8)、宏建(15)、和平(15)、蔔家堰(31)。

现辖以下地区：
蒙溪社区、含山社区、皇坟村、平乐村、港南村、善琏村、施家桥村、姚家桥村、车家兜村、夹塘村、观音堂村、窑里村、含山村、砖溪村、和平村、宏建村和卜家堰村。

## 名品
- 湖筆：文房四寶之首的湖筆出自善璉。史料記載秦朝大將蒙恬為中國製筆始祖。善璉製湖筆歷史悠久，善璉人製筆的歷史可上溯至晉代，南朝時已盛產湖筆。因善璉隸屬湖州府而被稱為湖筆，湖筆歷來以「尖、圓、銳、健」四德為世人稱道。
- 辣油餛飩

## 古跡
- 蒙公祠[3]：善璉人建蒙公祠是為祭禮筆祖蒙恬，據文字資料記載最遲在元代。民國時期，蒙公神祠重建。抗戰時期（1943年）被毀。1959年，因建善璉湖筆廠廠房，蒙公祠再度受損。1992年蒙公祠重建，1995年4月竣工，現蒙公祠占地4000平方米。
- 含山風景旅遊區[4]